# Гуржан
Гуржан (порт. Gurjão) — муниципалитет в Бразилии, входит в штат Параиба. Составная часть мезорегиона Борборема. Входит в экономико-статистический микрорегион Карири-Ориентал. Население составляет 2985 человек на 2007 год. Занимает площадь 343,21 км². Плотность населения — 8,7 чел./км².

## История
Город основан в 1962 году.

## Статистика
- Валовой внутренний продукт на 2005 год составляет 9 377 000,00 реалов (данные: Бразильский институт географии и статистики).
- Валовой внутренний продукт на душу населения на 2005 год составляет 3141,37 реалов (данные: Бразильский институт географии и статистики).
- Индекс развития человеческого потенциала на 2000 год составляет 0,639 (данные: Программа развития ООН).